# Jokasta (księżyc)
Jokasta (Jowisz XXIV) – mały zewnętrzny księżyc Jowisza, odkryty przez grupę astronomów z Uniwersytetu Hawajskiego pod przewodnictwem Scotta Shepparda w 2000 roku.

## Nazwa
Nazwa księżyca pochodzi od mitycznej Jokasty, matki i żony Edypa.

## Charakterystyka fizyczna
Jokasta jest jednym z najmniejszych księżyców Jowisza, jego średnicę ocenia się na około 5 km. Średnia gęstość tego ciała ma wartość ok. 2,6 g/cm3, a składa się przeważnie z krzemianów. Powierzchnia Jokasty jest bardzo ciemna – jego albedo wynosi zaledwie 0,04. Z Ziemi można go zaobserwować jako obiekt o jasności wizualnej co najwyżej 21,8 magnitudo.
Jokasta obiega Jowisza ruchem wstecznym, czyli w kierunku przeciwnym do obrotu planety wokół własnej osi. Satelita należy do grupy Ananke.